# Bandy-Weltmeisterschaft 1999
| WM 1999 Russland | WM 1999 Russland   |
| ---------------- | ------------------ |
| Gold             | Russland           |
| Silber           | Finnland           |
| Bronze           | Schweden           |
| 4.               | Norwegen           |
| 5.               | Kasachstan         |
| 6.               | Vereinigte Staaten |

Die 21. Bandy-Weltmeisterschaft wurde vom 30. Januar bis 7. Februar 1999 in Archangelsk in Russland ausgetragen.
Am Turnier nahmen nur sechs Mannschaften und nicht neun wie zwei Jahre zuvor teil.

## Spielmodus
Die sechs Mannschaften spielten in einer Gruppe jeweils einmal gegeneinander. Die ersten vier qualifizierten sich für das Halbfinale.

## Teilnehmer
Am Turnier nahmen folgende sechs Mannschaften teil:
| 4 aus Europa      | Russland   | Schweden | Norwegen |
|                   | Finnland   |          |          |
| 1 aus Nordamerika | USA        |          |          |
| 1 aus Asien       | Kasachstan |          |          |

## Hauptrunde

### Ergebnisse
| 30. Januar 1999 | Kasachstan | 5:0 *                | USA        | Archangelsk |
| 30. Januar 1999 | Schweden   | 8:1 *                | Norwegen   | Archangelsk |
| 30. Januar 1999 | Russland   | 5:3                  | Finnland   | Archangelsk |
| 31. Januar 1999 | Schweden   | 11:0                 | USA        | Archangelsk |
| 31. Januar 1999 | Finnland   | 5:4                  | Norwegen   | Archangelsk |
| 31. Januar 1999 | Russland   | 11:2                 | Kasachstan | Archangelsk |
| 1. Februar 1999 | Norwegen   | 6:2                  | Kasachstan | Archangelsk |
| 1. Februar 1999 | Schweden   | 4:3 *                | Finnland   | Archangelsk |
| 1. Februar 1999 | Russland   | 12:1 *               | USA        | Archangelsk |
| 3. Februar 1999 | Finnland   | 11:1 *               | USA        | Archangelsk |
| 3. Februar 1999 | Schweden   | 16:0 *               | Kasachstan | Archangelsk |
| 3. Februar 1999 | Russland   | 6:1 **               | Norwegen   | Archangelsk |
| 4. Februar 1999 | Norwegen   | 7:0 *                | USA        | Archangelsk |
| 4. Februar 1999 | Finnland   | 6:2 ***              | Kasachstan | Archangelsk |
| 4. Februar 1999 | Russland   | 0:0 (3:2 n. P.) **** | Schweden   | Archangelsk |

Anmerkungen:

 * Spielformat 3 × 30 Minuten.

 ** Spielformat 1 × 24 Minuten + 2 × 15 Minuten.

 *** Spielformat 2 × 30 Minuten.

 **** Spielformat 4 × 15 Minuten.

#### Abschlusstabelle
| Pl. |                    | Sp | S | U | N | Tore  | Diff | Punkte |
| 1.  | Russland           | 5  | 4 | 1 | 0 | 34:7  | +27  | 9      |
| 2.  | Schweden           | 5  | 4 | 1 | 0 | 39:4  | +35  | 9      |
| 3.  | Finnland           | 5  | 3 | 0 | 2 | 28:16 | +12  | 4      |
| 4.  | Norwegen           | 5  | 2 | 0 | 3 | 19:21 | −2   | 4      |
| 5.  | Kasachstan         | 5  | 1 | 0 | 4 | 11:39 | −28  | 2      |
| 6.  | Vereinigte Staaten | 5  | 0 | 1 | 3 | 19:42 | −23  | 0      |

## Halbfinale
| 6. Februar 1999 | Finnland | 6:2 | Schweden | Archangelsk |
| 6. Februar 1999 | Russland | 4:1 | Norwegen | Archangelsk |

- Die Sieger ziehen in das Finale ein, die Verlierer spielen um Platz 3.

## Platzierungsspiele

### Spiel um Platz 5
| 6. Februar 1999 | Kasachstan | 5:3 | USA | Archangelsk |

### Spiel um Platz 3
| 7. Februar 1999 | Schweden | 9:1 | Norwegen | Archangelsk |

### Finale
| 7. Februar 1999 | Russland | 5:0 | Finnland | Archangelsk, 11 000 Zuschauer |

## Abschlussplatzierungen
| Platz                                                                        | Land                                                                 | Athleten |                                                                         |
| ---------------------------------------------------------------------------- | -------------------------------------------------------------------- | --- | ----------------------------------------------------------------------- |
| 1                                                                            | RUS                                                                  | \| Wjatscheslaw Rjabow Ilja Handajew Pawel Frants Wiktor Schakalin Juri Loginow \| Michail Sweschnikow Maxim Poteschkin Sergei Obuchow Waleri Gratschew \| Igor Gapanowitsch Andrei Stuk Oleg Tschubinski Jewgeni Schwesow \| Nikolai Jarowitsch Konstantin Saletajew Juri Pogrebnoi Andrei Solotarew \| |                                                                         |
| 2 0                                                                          | FIN                                                                  | |                                                                         |
| 3 0                                                                          | SWE                                                                  | |                                                                         |
| 4 0                                                                          | NOR                                                                  | |                                                                         |
| 5 0                                                                          | KAZ                                                                  | |                                                                         |
| 6 0                                                                          | USA                                                                  | |                                                                         |
| Wjatscheslaw Rjabow Ilja Handajew Pawel Frants Wiktor Schakalin Juri Loginow | Michail Sweschnikow Maxim Poteschkin Sergei Obuchow Waleri Gratschew | Igor Gapanowitsch Andrei Stuk Oleg Tschubinski Jewgeni Schwesow | Nikolai Jarowitsch Konstantin Saletajew Juri Pogrebnoi Andrei Solotarew |